# Andreas Frisk
Andreas Frisk, född 5 januari 1984, är en svensk professionell ishockeyspelare som bl.a. har spelat för AIK Ishockey, Örebro HK och VIK Västerås HK. Frisk spelar nu för Almtuna IS i Hockeyallsvenskan.
Efter fyra säsonger i AIK Ishockey lämnade Frisk klubben efter säsongen 2007/2008 för spel i den norska ishockeyligan, där han spelade han i Vålerengens IF och IK Comet Halden. Under säsongen 2009/2010 återvände han till Sverige för spel i Hockeyallsvenskan och Örebro HK, där han spelade till slutet av 2011/2012.
I april 2012 blev det klart att Andreas Frisk återvände för spel i AIK inför säsongen 2012/2013, vilket innebar debut för honom i Elitserien. Inför säsongen 2013/2014 skrev han kontrakt med Västerås i Hockeyallsvenskan.
Efter två säsonger i Frankrike och Norge flyttade Frisk tillbaka till Sverige men denna gång till Småland och Västerviks IK. Inför säsongen 2019/20 skrev Frisk på för Mörrum i Hockeyettan.

## Klubbar
- AIK Ishockey (2003/2004 – 2007/2008, 2012/2013)
- Vålerengens IF (2008/2009, 2015/2016 – )
- IK Comet Halden (2009/2010)
- Örebro HK  (2009/2010 – 2011/2012)
- VIK Västerås HK (2013/2014)
- Diables Rouges de Briançon (2014/2015)
- Västerviks IK (2016/2017, 2017/2018, 2018-2019)